# تحلیل تقویتی
تحلیل تقویتی رویکردی در تحلیل داده‌ها است که از یادگیری ماشین و پردازش زبان طبیعی برای خودکارسازی فرآیندهای تحلیلی که معمولاً توسط متخصص یا دانشمند داده انجام می‌شود، استفاده می‌کند. این اصطلاح در سال 2017 توسط ریتا سالام، سیندی هاوسون، و کارلی ایدواین در یک مقاله پژوهشی گارتنر معرفی شد.
تحلیل تقویتی بر پایه هوش تجاری و تحلیل داده‌ها استوار است. در مرحله استخراج نمودار، داده‌ها از منابع مختلف مورد بررسی قرار می‌گیرند.

## تعریف تحلیل تقویتی
- یادگیری ماشین – روشی سیستماتیک در محاسبات که از الگوریتم‌ها برای جستجوی داده‌ها به منظور شناسایی روابط، روندها و الگوها استفاده می‌کند. این یک فرآیند است که به الگوریتم‌ها اجازه می‌دهد به جای داشتن یک مجموعه ثابت از قوانین برنامه‌ریزی شده، به طور پویا از داده‌ها یاد بگیرند.
- تولید زبان طبیعی (NLG) – یک قابلیت نرم‌افزاری که داده‌های بدون ساختار را به زبان ساده و خوانا ترجمه می‌کند.
- خودکارسازی بینش‌ها – استفاده از الگوریتم‌های یادگیری ماشین برای خودکارسازی فرآیندهای تحلیل داده.
- پرسش زبان طبیعی – به کاربران امکان می‌دهد تا داده‌ها را با استفاده از اصطلاحات تجاری که یا در یک جعبه جستجو تایپ شده یا به صورت گفتاری بیان شده‌اند، جستجو کنند.

## دموکراتیزه کردن داده‌ها
دموکراتیزه کردن داده‌ها به معنی دسترسی آزاد به داده‌ها است تا ازدحام داده‌ها کاهش یابد و هرگونه احساس وجود "نگهبانان داده" از بین برود. این فرآیند باید همراه با روشی برای کاربران باشد تا داده‌ها را به درستی درک کنند. این فرآیند به امید تسریع در تصمیم‌گیری شرکت‌ها و کشف فرصت‌های مخفی در داده‌ها استفاده می‌شود.
سه جنبه برای دموکراتیزه کردن داده‌ها وجود دارد:
1. پارامتری‌سازی و مشخصه‌سازی داده‌ها.
2. غیرمتمرکزسازی داده‌ها با استفاده از سیستم‌عامل‌های مبتنی بر بلاکچین و فناوری‌های دفتر کل توزیع‌شده (DLT)، همچنین یک تبادل داده امن و مستقل که اعتماد را ممکن می‌سازد.
3. پولی‌سازی داده‌ها با مجوز بازار محور.

در ارتباط با اتصال دارایی‌ها، دو ویژگی که باعث تسریع در پذیرش و استفاده از دموکراتیزه کردن داده‌ها می‌شوند عبارتند از: مدیریت هویت غیرمتمرکز و پولی‌سازی اشیاء داده‌های تجاری مربوط به مالکیت داده‌ها. این امر به چندین فرد و سازمان امکان می‌دهد تا شرکت‌کنندگان و سازمان‌ها را شناسایی، احراز هویت و مجاز کنند و به آنها اجازه دهند تا به خدمات، داده‌ها یا سیستم‌ها در شبکه‌ها، سازمان‌ها، محیط‌ها و موارد استفاده مختلف دسترسی پیدا کنند. این فرآیند کاربران را توانمند می‌سازد و یک سیستم ورود دیجیتال خودکار و شخصی‌سازی شده فراهم می‌کند، به طوری که کاربران می‌توانند بدون اتکا به عملکرد مرکزی مدیریت اطلاعات، خود را احراز هویت کنند. به طور همزمان، مدیریت هویت غیرمتمرکز تضمین می‌کند که کاربر مجاز به انجام اقداماتی است که بر اساس سیاست‌های سیستم و بر اساس ویژگی‌های آنها (نقش، بخش، سازمان و غیره) و/ یا موقعیت فیزیکی تعیین شده است.

## موارد استفاده
- کشاورزی – کشاورزان داده‌هایی درباره استفاده از آب، دمای خاک، میزان رطوبت و رشد محصولات جمع‌آوری می‌کنند. تحلیل تقویتی می‌تواند برای تحلیل این داده‌ها استفاده شود و بینش‌هایی را شناسایی کند که کاربران می‌توانند از آنها برای تصمیم‌گیری‌های تجاری استفاده کنند.
- شهرهای هوشمند – بسیاری از شهرهای ایالات متحده که به عنوان شهرهای هوشمند شناخته می‌شوند، روزانه مقادیر زیادی داده جمع‌آوری می‌کنند. تحلیل تقویتی می‌تواند برای ساده‌سازی این داده‌ها به منظور افزایش کارایی در مدیریت شهر (حمل و نقل، بلایای طبیعی، و غیره) استفاده شود.
- داشبوردهای تحلیلی – تحلیل تقویتی توانایی دارد مجموعه داده‌های بزرگ را گرفته و داشبوردهای تحلیلی بسیار تعاملی و اطلاعاتی ایجاد کند که در بسیاری از تصمیمات سازمانی کمک می‌کنند.
- کشف داده تقویتی – استفاده از فرآیند تحلیل تقویتی می‌تواند به سازمان‌ها در یافتن خودکار، تجسم و روایت همبستگی‌ها و روندهای داده‌ای مهم بالقوه کمک کند.
- آماده‌سازی داده – پلتفرم‌های تحلیل تقویتی توانایی دارند مقادیر زیادی از داده‌ها را سازماندهی و "پاک‌سازی" کنند تا برای تحلیل‌های آینده قابل استفاده باشند.
- کسب و کار – کسب و کارها روزانه مقادیر زیادی داده جمع‌آوری می‌کنند. برخی نمونه‌های انواع داده‌هایی که در عملیات تجاری جمع‌آوری می‌شوند شامل داده‌های فروش، داده‌های رفتار مصرف‌کننده، و داده‌های توزیع هستند. یک پلتفرم تحلیل تقویتی دسترسی به تحلیل این داده‌ها را فراهم می‌کند که می‌تواند در تصمیم‌گیری‌های تجاری استفاده شود.